# Fulvio Scola

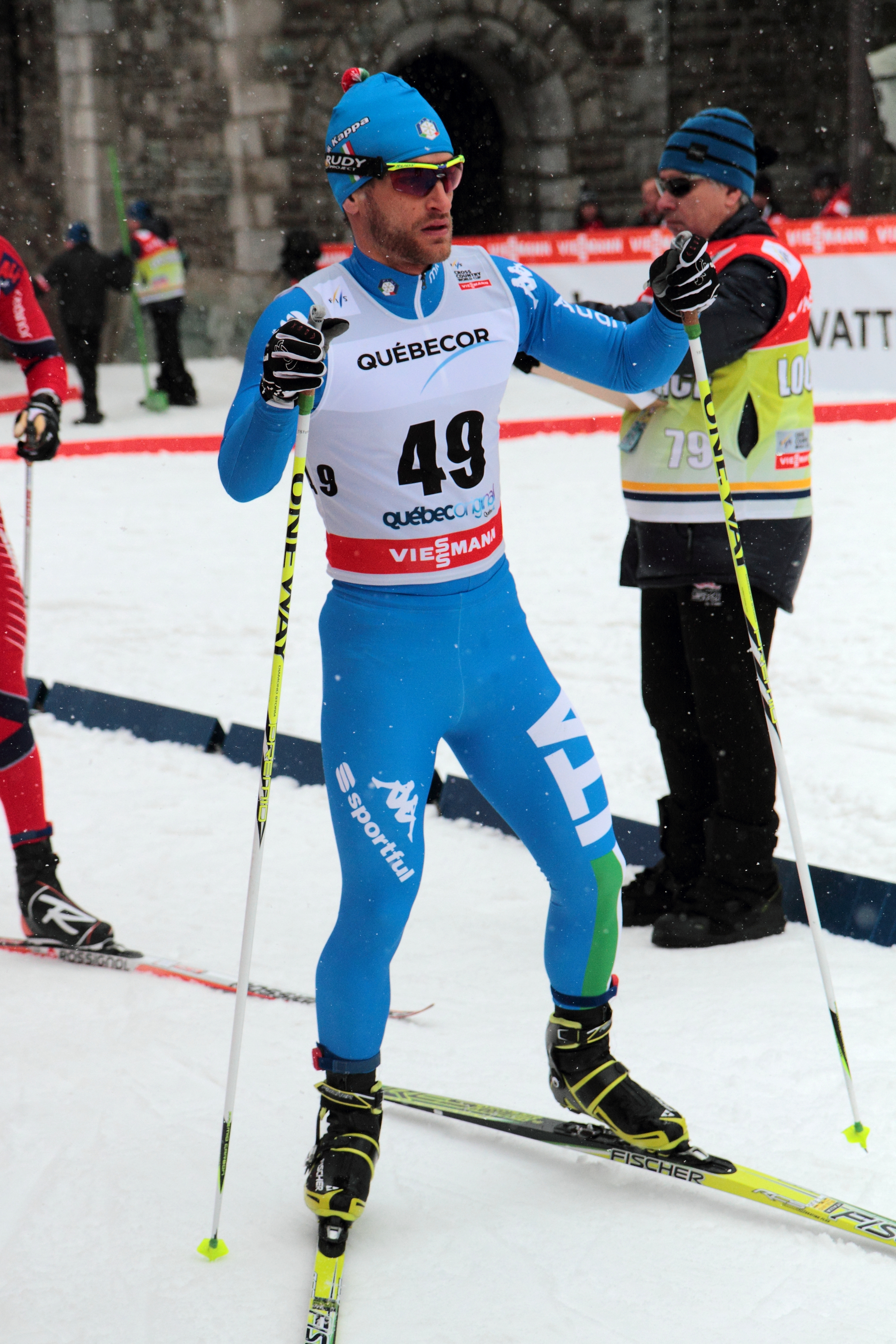
Scola vid en världscuptävling 2012.

Fulvio Scola, född 10 december 1982, är en aktiv längdskidåkare från Italien. Scola debuterade i världscupen den 16 december 2003 i Val di Fiemme, Italien.
Han har en andra plats som bästa resultat i världscupen hittills under sin karriär. Det var i fristilssprinten i Düsseldorf den 4 december 2010.